# ژاکلین لولینگ
ژاکلین لولینگ (انگلیسی: Jacqueline Lölling؛ زادهٔ ۶ فوریهٔ ۱۹۹۵) ورزشکار اسکلتون اهل آلمان است.
وی در مسابقات کشوری و بین‌المللی در مجموع برندهٔ ۴ مدال طلا، ۶ مدال نقره، ۱ مدال برنز شده‌است.